# KF Përmet
Le KF Përmeti est un club albanais de football basé à Përmet.
Il évolue depuis la saison 2022-2023 en Kategoria e Tretë, le quatrième et dernier échelon albanais.

## Historique du club
- 1930 - fondation du club sous le nom de SK Përmet
- 1945 - le club est renommé KS 24 Maji Përmet
- 1949 - le club est abandonné.
- 1949 - le club renaît sous le nom de Përmet
- 1951 - le club est renommé Puna Përmet
- 1958 - le club est renommé KS 24 Maji Përmet
- 1982 - 1re participation en Super League
- 1992 - le club est renommé KS Përmet

## Identité visuelle

### Logo

Évolution du logo
Logo de [Quand ?] à [Quand ?].
Logo depuis [Quand ?].

## Le club
| Championnat         | dernière participation |
| ------------------- | ---------------------- |
| Kategoria Superiore | 1982                   |
| Kategoria e Pare    |                        |
| Kategoria e Dyte    |                        |
| Kategoria e Trete   | depuis 2022-2023       |